# Dogue canário
Cão de presa canário[a] (de acordo com o padrão UKC) ou dogue canário[a] (segundo o padrão FCI até dezembro de 2018)(em castelhano:  Perro de Presa Canário, Dogo Canário), é uma raça de cães oriunda das ilhas Canárias na Espanha. É uma raça molossoide de tipo mastim, atualmente reconhecida com dois padrões, por duas organizações distintas, que atribuem características morfológicas e temperamentais diferentes.
O antigo perro de presa canário, provavelmente extinto, foi concebido como uma land-race (“Perro de la tierra”) fundamentalmente para o trabalho até meados do século XX, preparado para suportar as condições mais adversas. Era utilizado essencialmente como guarda de gado e guarda residencial. Mais tarde veio a tornar-se protagonista notório do desporto sangrento de lutas de cães nas Canárias. O presa canário moderno surgiu nas décadas finais do século XX através de cruzamentos não organizados entre diversas raças de cães fortes, similar ao conceito bandog antigo.
Hoje a raça é utilizada principalmente para função de cão de guarda territorial, mas, também como cão de presa em caça grossa, e cão de exposição.
Há controvérsias entre o criadores sobre as nomenclaturas diferentes, padrões diferentes e vertentes diferentes, sendo que alguns consideram o presa canário tradicional e o dogue canário moderno como a mesma raça, e outros como Manuel Curtó Gracia, pioneiro do presa, consideram-nas como raças diferentes.

## Nome da raça
O nome tradicional em espanhol Perro de Presa Canário, denota um cão de agarre das ilhas canárias, usado para lida de gado, segundo o seu histórico.
Ao obter reconhecimento pela FCI em 2001, o nome tradicional da raça foi recusado e substituído por dogue canário, tornando-se o único clube que adotou tal termo.
Em dezembro de 2018, a FCI anunciou a mudança de nomenclatura da raça, deixando o termo dogue canário, retornando ao nome popular presa canário, em janeiro de 2019.

## Etimologia
Dogo em espanhol, ou "dogue" em português e francês, é uma palavra que tem seu equivalente grafado em inglês e alemão como "dogge", uma palavra que pode derivar do próprio inglês antigo "docga", que significa "cão poderoso, musculoso"; ou do Proto-germânico "dukkǭ" que significa "poder, força". A denominação "dogue" ou "dogge" foi e é comumente utilizada para nomear um tipo de cães de constituição física molossoide utilizados principalmente como cães de fila ou presa para caça grossa.

## História

### Origem geográfica
Originalmente oriundo do arquipélago das Canárias, principalmente da ilha Grã-Canária e Tenerife, na Espanha, a história do antigo perro de presa canário pode remontar aos século XV e XVIII, durante o período de colonização espanhola no arquipélago.

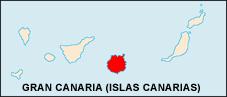
Arquipélago das Canárias
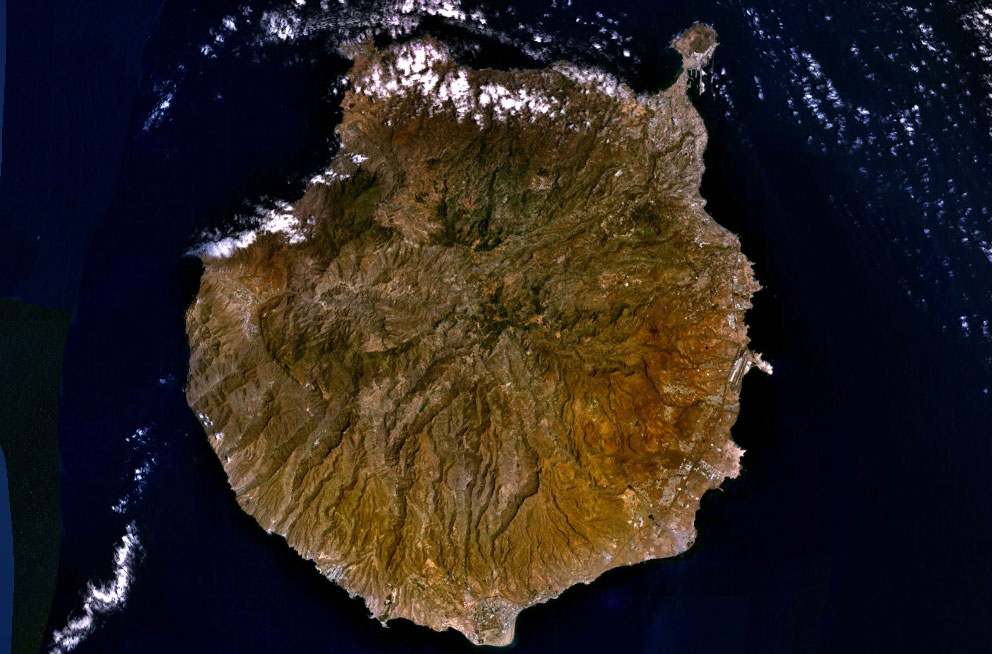
Ilha Grã-Canária
Tejeda, Grã-Canária

### Genética

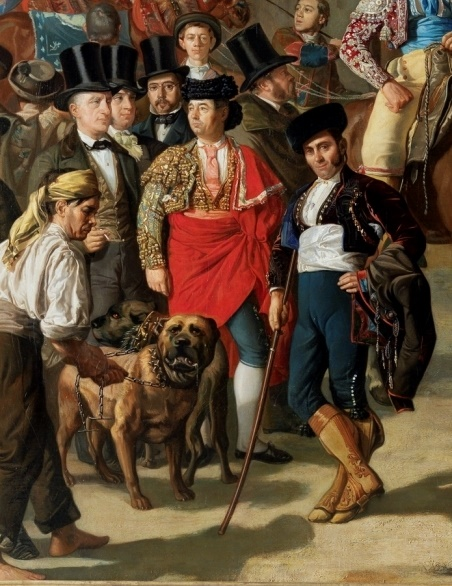
Detalhe do quadro "Patio de la cuadra de caballos de la plaza de toros de Madrid, antes de una corrida", 1853, de Manuel Castellano. Cães mastins da Espanha usados no evento sangrento com touros.

Estudiosos e criadores, acreditam que o desenvolvimento do antigo Perro de Presa Canário tenha resultado dos cruzamentos entre o cão nativo Bardino Majorero da ilha Fuerteventura e outros cães molossos de presa.
Durante os séculos XVI, XVII e XVIII os colonos espanhóis levaram de Inglaterra para o Arquipélago das Canárias cães dos tipos:
- Bull ou Buldogue
- Mastim ou Mastim

Apesar de não haver certezas, crê-se que raças como Dogo espanhol, Mastim Inglês ou Bulmastife.
Com esta migração a quantidade de cães poderosos nas ilhas aumentou e foi assim que a longo prazo, praticamente em isolamento geográfico desenvolveu-se e surgiu o Antigo Presa Canário, uma nova linhagem de ADN de cães mestiços combinando as melhores características de cada raça envolvida no processo. Eram cães de porte médio grande, tigrados ou fulvos com manchas brancas, com uma morfologia Molósside, robusta, mas ágil e poderosa, com temperamento forte e um caráter ativo e leal.

O Antigo Presa Canário ganhou então grande popularidade local, valendo-lhe inúmeras referências em documentos históricos da pré-conquista Espanhola das Canárias, que descrevem as tarefas destes cães que eram essencialmente como cão de guarda territorial e de proteção de gado. Estes cães foram utilizados na proteção e controlo de gado bovino bravo, e guarda de propriedades. Até meados do século XX, foram usados para a popular Pechada, isto é, lutas de cães organizadas naquela região, sendo visto como um desporto de entretenimento para os criadores e espectadores, sendo que o criador vencido normalmente convidaria e ofereceria o vencedor para tomar uma bela refeição juntos ou fazia-lhe outro tipo de oferta frequentemente o prémio era uma cabeça de gado. Ao contrário do que acontecia noutros lugares do mundo em que o foco era o lucro, prémios, apostas e agiotagem nesses combates sangrentos que só terminavam quando um dos cães fosse morto na arena.

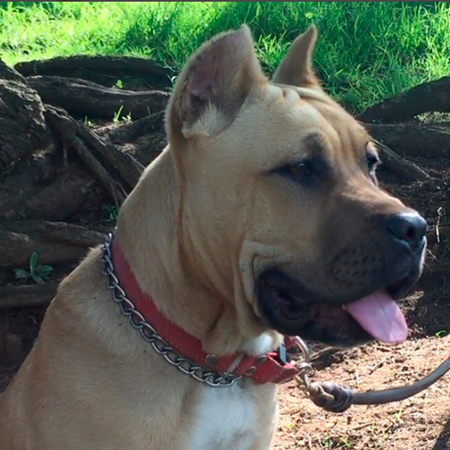
Dogue Canário, fulvo

### Dogue Canário moderno
Com as melhorias no setor da pecuária, a proibição do desporto de combate e a Segunda Guerra Mundial, o Antigo de Presa Canário acabou por ser praticamente extinto. Depois da quase extinção, amantes da raça tentaram recuperá-la através de cruzamentos entre várias raças.
Os criadores se organizaram em clubes, e alcançaram o reconhecimento da raça com o nome de dogue canário em 2001. Em 1982, foi fundado em Espanha o Club Español del Dogo Canário (em português, Clube Espanhol do Dogo Canário), cujo grande objetivo era salvar a raça que estava em vias de extinção. Porém, o clube tinha também a árdua tarefa de convencer o mundo de que o Perro de Presa Canário tinha legitimidade para ser reconhecido oficialmente como uma raça canina com pedigree. Em 1983, o clube foi reconhecido pela Real Sociedade Canina de Espanha e posteriormente, nesse mesmo ano, foi fundado o Club del Perro de Presa Canário de Las Palmas de Gran Canária (em português, Clube do Cão de Fila Canário).
Manuel Curtó Gracia, pioneiro criador do padrão tradicional do Presa Canário desde a década de 1970, foi fiel ao modelo do Antigo Presa Canário, cão de trabalho funcional, dinâmico e ágil.
Acredita-se que após a quase extinção da Antigo Perro de Presa Canário, em meados do século XX, a criação foi retomada a partir dos anos 1970, onde foi desenvolvido naturalmente um novo ADN/pool genético, composto por várias raças poderosas. Através das suas pesquisa realizadas, o pioneiro da raça moderna, Manuel Curtó Gracia afirma que:
Essencialmente as raças mais utilizadas na década de 1970 para o processo de renovação da raça foram.:

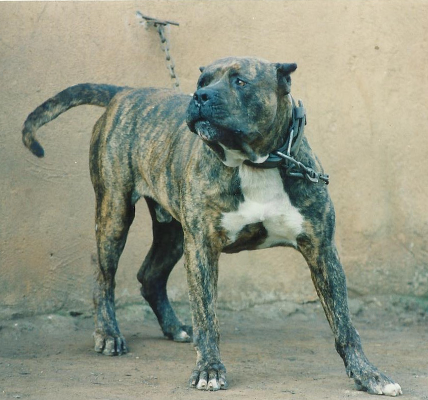
Presa Canário - Padrão tradicional

- Bulmastife, provavelmente a raça mais utilizada de todas no processo
- Bull Terrier
- Buldogue americano
- Dogue Alemão
- Mastim Napolitano
- Staffordshire Bull Terrier
- Leão da Rodésia
- Fila brasileiro
- Outros cães do tipo Mastim[1]

Dogue Canário Padrão moderno

Contando ainda com raças que tiveram um envolvimento reduzido nesse processo, tais como:
- Pit Bull Terrier
- American Staffordshire Terrier
- Dogue de Bordeús
- Dogue argentino
- Ganado Majorero
- Mastim Espanhol[12]

No que resultou no novo padrão de cães mastins Canários, com diferente temperamento e uma morfologia menos ágil e mais rasteira, denominado de Dogue Canário, cujo padrão é reconhecido pela FCI.

## Características

### Temperamento
Em termos de trabalho, são considerados ótimos cães de guarda residencial, corajosos, atentos, equilibrados e seguros de si. Sempre foram bons guardas de gado. Em família, têm um comportamento dócil e nobre, e bastante devoto ao dono. Contudo, no que toca a estranhos podem ser desconfiados. Esta raça é indicada para donos bastante experientes, por se tratar de cães naturalmente dominantes, de temperamento forte e instinto de caça. Consequentemente, o adestramento profissional e socialização são recomendados desde muito cedo. Ao contrário de outras raças que elegem uma só pessoa como seu dono, a, o Dogue Canário elege por inteiro o grupo familiar, sentindo-se responsável pela guarda de todos os membros da família, capaz de arriscar a sua própria a vida para o fazer. 

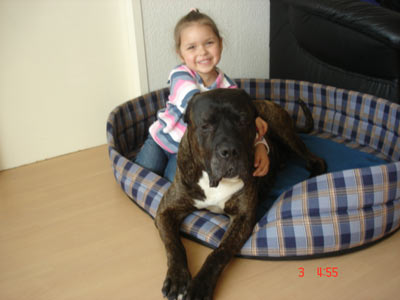
Em família com crianças
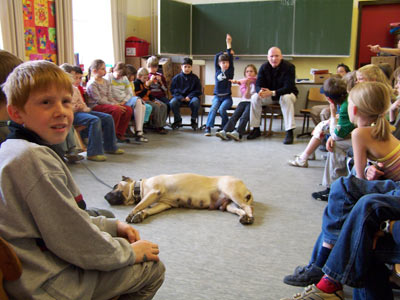
Socializando
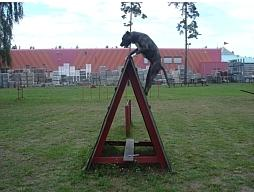
Treino físico
Treino de guarda

### Aparência geral
Dogue Canário é um molosso de grande porte, com expressão atenta
- Focinho: retangular e liso
- Cabeça: forte, de cabeça pesada e mandíbula poderosa.
- Corpo: retangular, robusto e musculado
- Cauda: longa e robusta

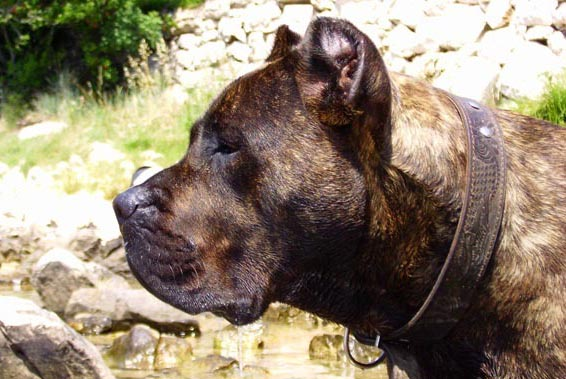
Perfil do Crânio e focinho
Corpo

### Tamanho e Peso
De acordo com o padrão da raça pela FCI/CBKC, os exemplares machos medem entre 60 e 66 cm até à cernelha, e as fêmeas entre 56 e 62 cm; No que concerne ao peso, os machos pesam entre 50 e 65 kg, enquanto que as fêmeas entre 40 e 55 kg.

### Pêlo
Relativamente ao pêlo são aceites todas as variações de fulvo-tigrado, do tom mais claro até ao tigrado inverso que se assemelha ao preto; e todas as variações de fulvo; marcas brancas são aceites; conservando o focinho com máscara preta.

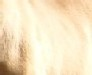
Fulvo areia
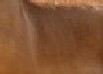
Fulvo caramelo
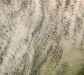
Fulvo-Tigrado areia
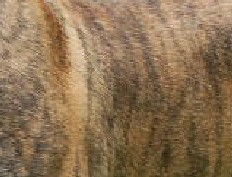
Fulvo-Tigrado caramelo
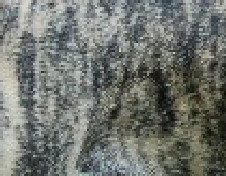
Fulvo-Tigrado verdino
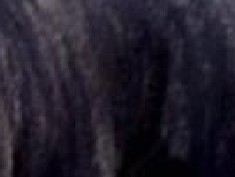
Tigrado inverso (preto-tigrado)

### Corte das orelhas
Devido às funções para as quais esta raça foi concebida, em Espanha, é costume realizar-se o corte de orelhas (conchectomia), para mitigar as áreas de atrito do cão, reduzindo assim a sua (suposta) vulnerabilidade aos ataques de matilhas de animais predadores de gado ou de indivíduos invasores da propriedade. No entanto, também se efetua este processo para fins menos nobres, como as lutas de cães. Falando num cenário prático: ao ocorrer um ataque vindo do exterior na propriedade em que o cão exerce funções de guarda, as orelhas são uma das partes que mais propensas a sangramentos e infeções.

Hoje em dia esta prática é maioritariamente exercida apenas por questões estéticas ou de beleza. Entretanto, passou a ser proibida em Portugal e no Brasil.

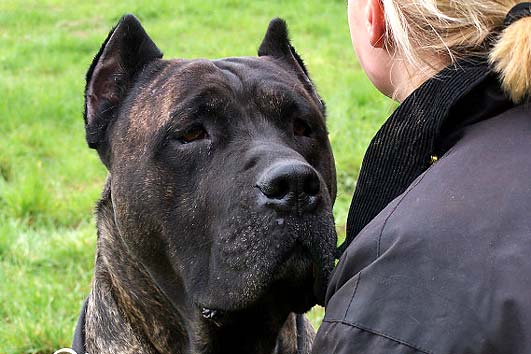
Orelhas cortas
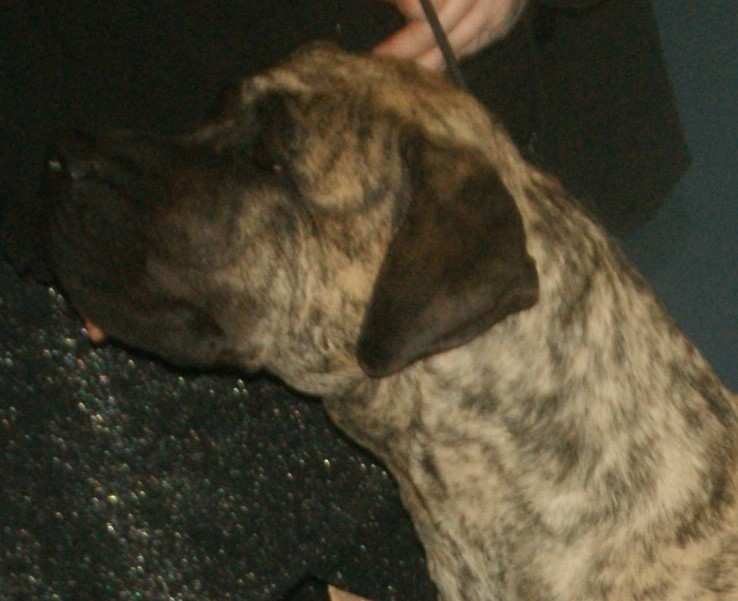
Orelhas ao natural

## Padrões da raça: Dogue Canário vs. Presa Canário
Após estar perto da extinção e dos criadores tentarem salvar a raça, houve a criação de um novo padrão que se afastou do original Antigo Perro de Presa Canário. Pelo que, existem oficialmente dois padrões de raça para o cão Canário.

### Padrãode Dogue Canário (FCI, 2001)
A raça é reconhecida finalmente em 2001, pela FCI - Federação Cinológica Internacional (representada pela CBKC no Brasil), tendo adquirido um novo padrão sofreu uma alteração no nome, nascendo assim a designação Dogue Canário.
- Veja aqui o Padrão FCI - Dogue Canário (moderno)

### Padrãode Presa Canário (UKC, 2003)
Posteriormente, em 2003, foi a raça foi novamente reconhecida mas pelo UKC - United Kennel Club) sob o nome original Perro de Presa Canário e com um padrão mais assemelhado ao do Antigo Presa Canário. Ao contrário do Padrão FCI, o Padrão UKC aceita a pêlo negro, e possui outras diferenças anatómicas, que atraem criadores mais tradicionais e aficionados pela vertente de cães mais funcionais.
- Veja aqui o Padrão UKC - Perro de Presa Canário (tradicional)

Presa Canário (Padrão UKC) fêmea
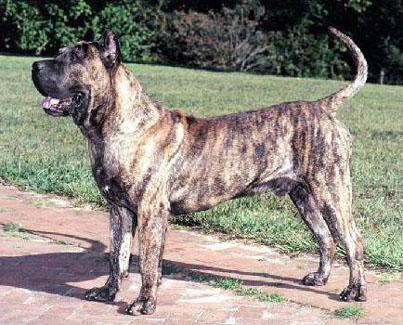
Dogo Canário (Padrão FCI)

## Controvérsias
Geraram-se controvérsias sobre a nomenclatura (Presa vs. Dogue), uma vez que existem os criadores mais tradicionalistas que criam seus cães de trabalho seguindo padrão do Antigo Perro de Presa Canário, e que afirmam que as nomenclaturas diferentes hoje nomeiam duas raças separadas, com diferenças morfológicas, fenotípicas, funcionais e psicológicas.

### Diferenças entre Presa Canário e Dogue Canário
Esta tese é defendida pelo reconhecido canicultor Manuel Curtó Gracia, que foi pioneiro na criação do tradicional Perro de Presa Canário é considerado o pai da raça. Este criador sénior apresenta com grande clareza, no seu Canal de YouTube "Irema Curto", no vídeo intitulado "Artículo #8 | PRESA CANARIO y DOGO CANARIO no son lo mismo | Manuel Curtó Gracia" as diferenças óbvias entre o novo padrão alterado e reconhecido pela FCI e o padrão tradicional reconhecido pela UKC. O Manuel Curtó Gracia classifica:

#### Dogue Canário
- Dogue Canário moderno (Padrão FCI, de 2001) como um cão modificado e modernizado destinado para Eventos de Competição de Beleza Canina (Show de Conformação), com uma morfologia e temperamento diferentes da linhagem tradicional que visam um cão com:
  - Comportamento e aptidão física:
    - Pouca resistência física, perde o folgo com facilidade
    - Não responde corretamente ao treino de defesa
    - Mais passivo e preguiçoso
    - Mais desajeitado na sua movimentação
    - Morfologia mais pesado

  - Morfologia
    - Crânio nitidamente convexo
    - Focinho com depressão nasofrontal
    - Mandíbula com ligeiro prognatismo e ausência de dentes pré-molares
    - Percentagem de displasia de anca altíssima
    - Beiços pendurados ou descaídos
    - Pernas geralmente mais curtas e curvas (corpo mais rasteiro)
    - Tórax cilíndrico tipo barril e mais curto

#### Presa Canário
- Presa Canário tradicional (com Padrão UKC, de 2003) é classificado como um cão de linhagem tradicional e acima de tudo funcional,[7] um cão de trabalho de temperamento mais intenso, que visa:
  - Comportamento e aptidão física
    - Robusto, atlético e dinâmico
    - Maior resistência física e fôlego
    - Mais ativo
    - Mais ágil na movimentação
    - Mais apto para caça
    - Mais apto para defesa e guarda
    - Morfologia mais leve

  - Morfologia
    - Crânio plano ou ligeiramente convexo, numa proporção de 6:4
    - Olhos de tamanho médio e de olhar atento e inteligente
    - Mandíbula em tesoura
    - Beiços (lábios) recolhidos e fixos, nunca pendurados ou descaídos
    - Focinho com cano nasal reto, nunca erguido
    - Pernas mais compridas e paralelas entre si
    - Corpo mais comprido, nunca cilíndrico tipo barril
    - A cor preta é permitida de acordo com o Padrão UKC

## Comparação da força da mandíbula ou mordida
O Presa Canário possui uma das mandíbulas mais poderosas entre os canídeos.[carece de fontes?]

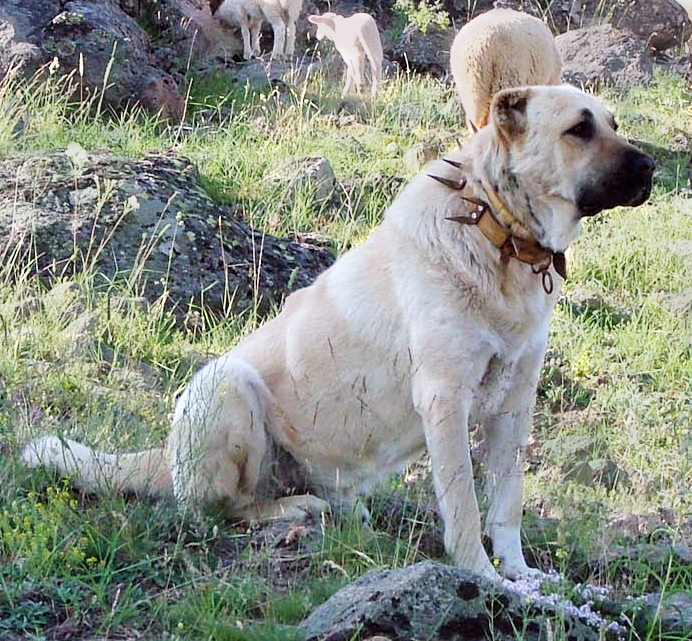
Kangal (mastim turco)
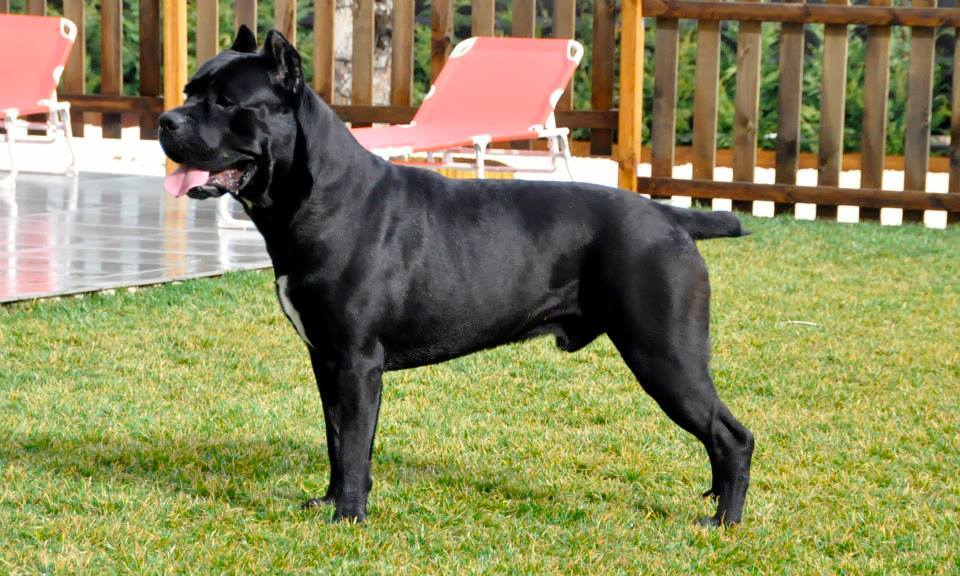
Cane Corso (mastim italiano)
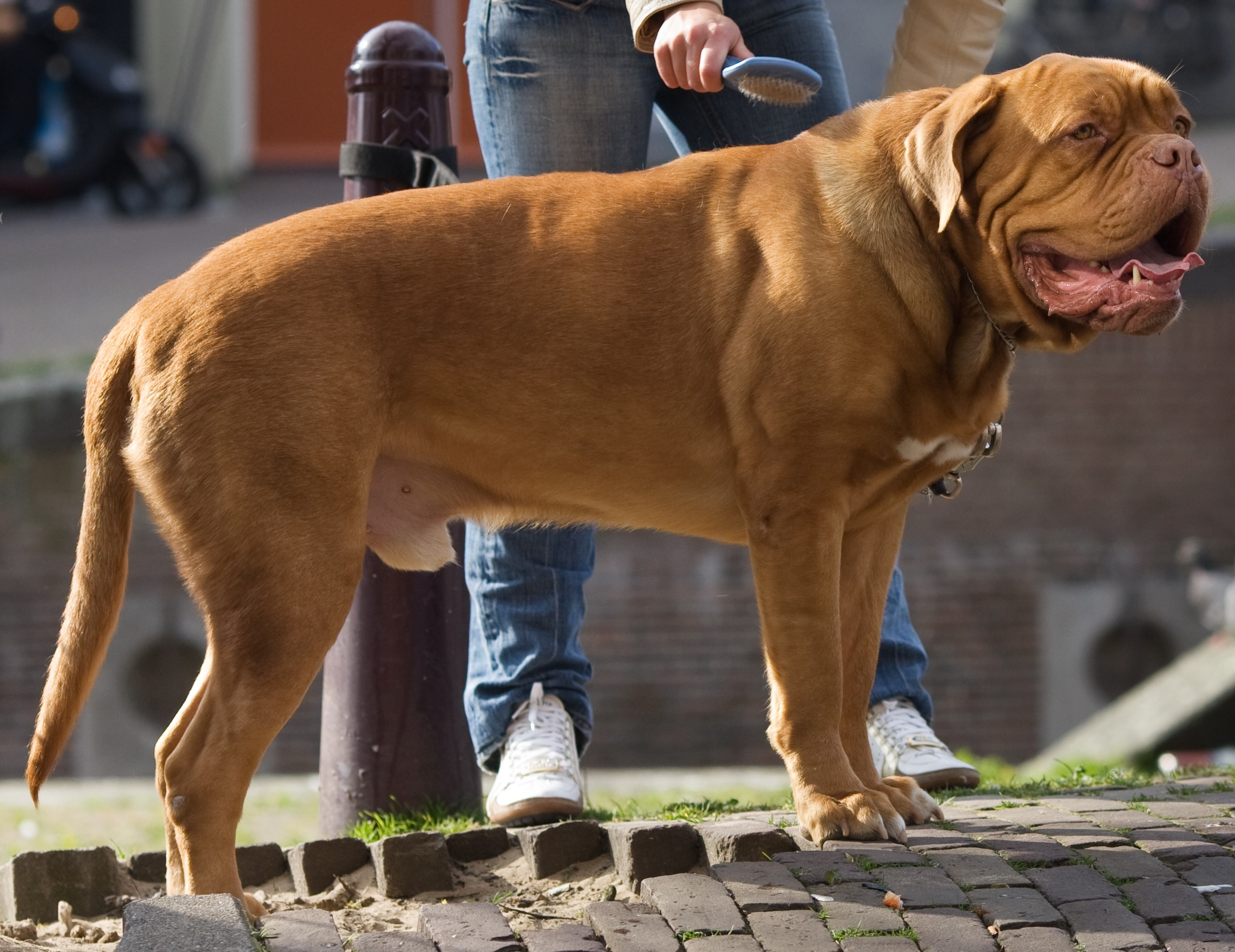
Dogue de Bordéus (mastim francês)
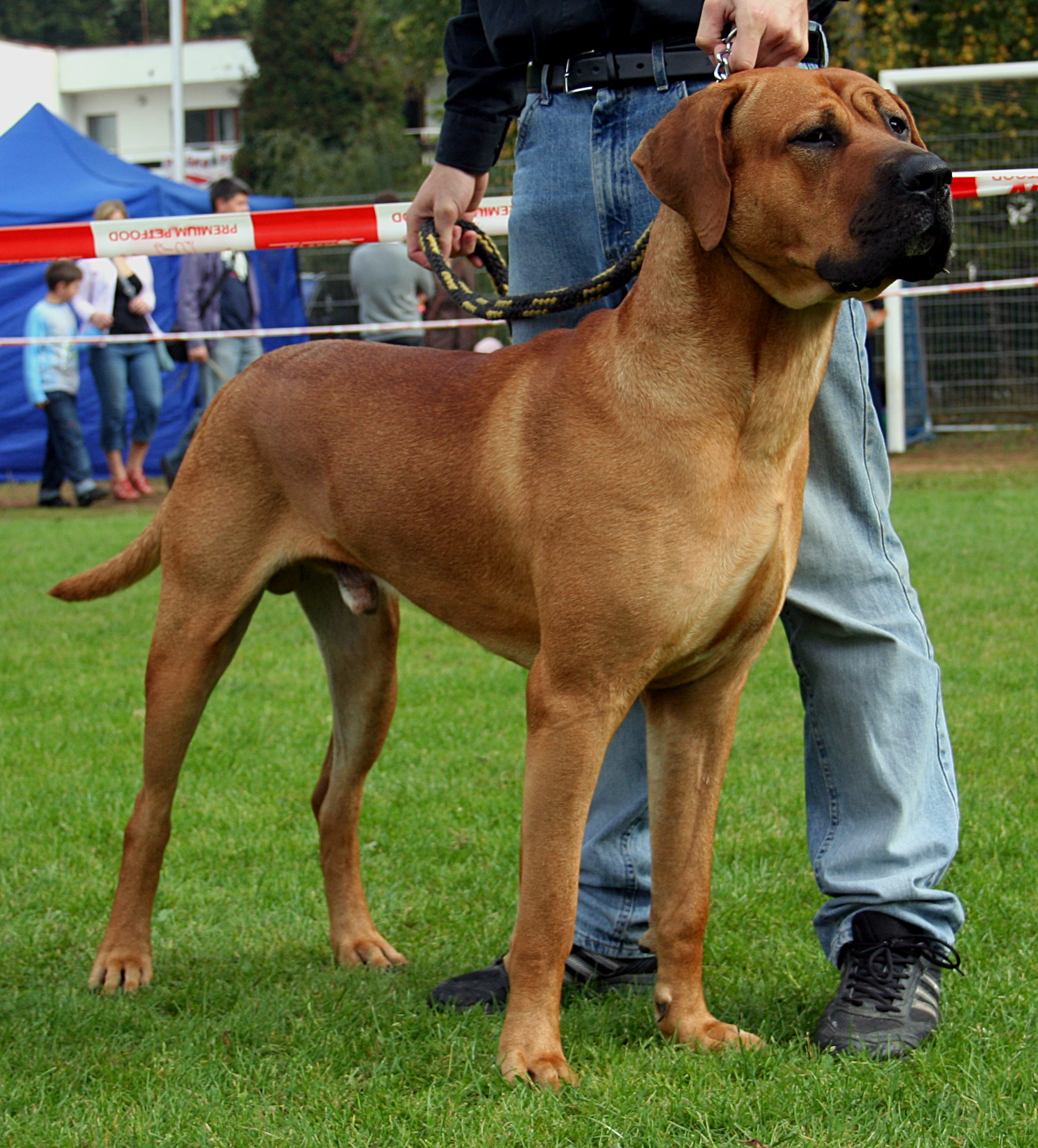
Tosa Inu (mastim japonês)
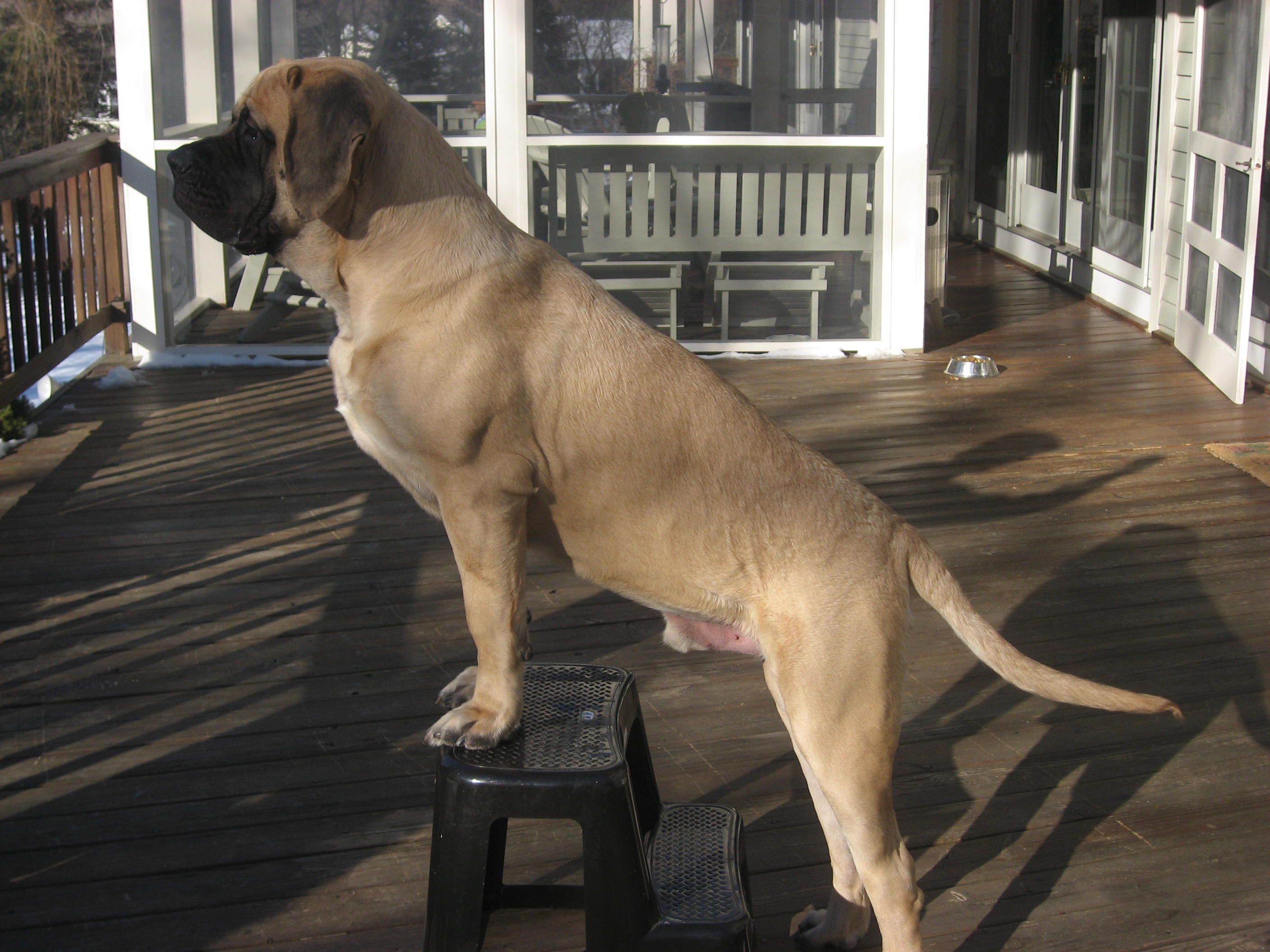
Mastim Inglês
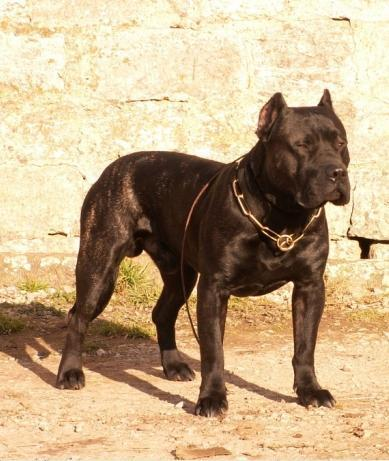
Presa Canário (mastim canário)

### Tabela de comparação da força da mandíbula canina[carecede fontes?]
Legenda da tabela:
psi - Pound per Square Inch ou Libra por Polegada Quadrada
kgf/cm{\displaystyle {\displaystyle ^{2}}}- kilogram force per square centimeter ou quilograma-força por centímetro quadrado
| País de Origem | Raça                      | Força da mordida | Força da mordida                                |
| -------------- | ------------------------- | ---------------- | ----------------------------------------------- |
| Turquia        | Kangal                    | 743 psi          | 52,2 kgf/cm{\displaystyle {\displaystyle ^{2}}} |
| Itália         | Cane Corso                | 700 psi          | 49,2 kgf/cm{\displaystyle {\displaystyle ^{2}}} |
| França         | Dogue de Bordeaux         | 556 psi          | 39,1 kgf/cm{\displaystyle {\displaystyle ^{2}}} |
| Japão          | Tosa Inu                  | 556 psi          | 39,1 kgf/cm{\displaystyle {\displaystyle ^{2}}} |
| Inglaterra     | Mastim Ingês              | 552 psi          | 38,8 kgf/cm{\displaystyle {\displaystyle ^{2}}} |
| Espanha        | Presa Canário             | 540 psi          | 38,0 kgf/cm{\displaystyle {\displaystyle ^{2}}} |
| Argentina      | Dogo Argentino            | 500 psi          | 35,2 kgf/cm{\displaystyle {\displaystyle ^{2}}} |
| Alemanha       | Leonberger                | 399 psi          | 28,0 kgf/cm{\displaystyle {\displaystyle ^{2}}} |
| Alemanha       | Rottweiler                | 328 psi          | 23,1 kgf/cm{\displaystyle {\displaystyle ^{2}}} |
| Estados Unidos | Buldogue Americano        | 305 psi          | 21,4 kgf/cm{\displaystyle {\displaystyle ^{2}}} |
| Alemanha       | Pastor Alemão             | 238 psi          | 16,7 kgf/cm{\displaystyle {\displaystyle ^{2}}} |
| Estados Unidos | American Pit Bull Terrier | 235 psi          | 16,5 kgf/cm{\displaystyle {\displaystyle ^{2}}} |
| Alemanha       | Boxer                     | 230 psi          | 16,1 kgf/cm{\displaystyle {\displaystyle ^{2}}} |
| Alemanha       | Dobermann                 | 228 psi          | 16,0 kgf/cm{\displaystyle {\displaystyle ^{2}}} |
| Espanha        | Alano Espanhol            | 227 psi          | 16,0 kgf/cm{\displaystyle {\displaystyle ^{2}}} |
| Alemanha       | Pastor Holandês           | 224 psi          | 15,7 kgf/cm{\displaystyle {\displaystyle ^{2}}} |
| China          | Chow-Chow                 | 220 psi          | 15,5 kgf/cm{\displaystyle {\displaystyle ^{2}}} |
| Inglaterra     | Buldogue Inglês           | 210 psi          | 14,8 kgf/cm{\displaystyle {\displaystyle ^{2}}} |
| Bélgica        | Pastor Belga (Malinois)   | 195 psi          | 13,7 kgf/cm{\displaystyle {\displaystyle ^{2}}} |